# Quaker State 400 (Atlanta)
Le Quaker State 400  est une course automobile de voiture stock-car organisée par la NASCAR comptant pour le championnat des NASCAR Cup Series.
Elle se déroule sur l'Atlanta Motor Speedway de Hampton en Géorgie sur une distance de 400 milles (643,738 km) parcourus en 260 tours de piste.
La présente course ne doit pas être confondue avec la course dénommée Quaker State 400 se déroulant sur le Kentucky Speedway de Sparta dans le Kentucky.

## Histoire
Initialement dénommée Atlanta 500, la course s'est déroulée de 1960 à 2010 lors du mois de mars et sa longueur était de 500,5 milles (805,5 km).
Elle était la première des deux courses se disputant sur ce circuit. En effet, le Dixie 500 se déroulait soit en fin du mois d'octobre ou au mois de novembre. Elle se dispute toujours actuellement mais elle est désormais la deuxième course de la saison et porte le nom de Folds of Honor QuikTrip 500.
En août 2010, les propriétaires de l'Atlanta Motor Speedway déclarent ne plus organiser l'Atlanta 500 car ils désirent se concentrer sur l'organisation de la seconde course lors du weekend du Labor Day dès la NASCAR Cup Series 2011.
La fin provisoire de l'Atlanta 500 a permis au Kentucky 400 (en) disputé sur le Kentucky Speedway d'être inséré dans le calendrier de la NASCAR Cup Series dès la saison 2011.
Néanmoins, le 30 septembre 2020, les gérants du circuit (la société Speedway Motorsports) annonce que le circuit du Kentucky va perdre sa course de Cup Series et que celle-ci sera à nouveau organisée le 11 juillet 2021 sur le circuit d'Atlanta.

## Caractéristiques de la course depuis 2021
- Course :
  - Longueur : 400 milles (644 km)
  - Nombre de tours : 260
    - Segment 1 : 80 tours
    - Segment 2 : 80 tours
    - Segment 3 : 100 tours

- Piste :
  - Type : Quad-Oval
  - Revêtement : asphalte
  - Longueur circuit : 1,54 milles (2,478 km)
  - Nombre de virages : 4
  - Inclinaison (Banking) :
    - Virages : 24°
    - Lignes droites : 5°

## Palmarès
| Année     | Date        | Pilote              | Écurie                      | Châssis             | Course              | Course              | Course              | Course              | Note       |
| --------- | ----------- | ------------------- | --------------------------- | ------------------- | ------------------- | ------------------- | ------------------- | ------------------- | ---------- |
| Année     | Date        | Pilote              | Écurie                      | Châssis             | Tours               | Miles (km)          | Durée               | Moyenne (miles/h)   | Note       |
| 1960      | 30 octobre  | Bobby Johns         | Cotton Owens                | Pontiac             | 334                 | 501 (806,281)       | 4 h 36 min 44 s     | 108,408             |            |
| 1961      | 26 mars     | Bob Burdick (en)    | Roy Burdick                 | Pontiac             | 334                 | 501 (806,281)       | 4 h 02 min 05 s     | 124,172             |            |
| 1962      | 10 juin     | Fred Lorenzen       | Holman Moody                | Ford                | 219                 | 328,5 (528,669)     | 3 h 13 min 16 s     | 101,983             | [ Note 1 ] |
| 1963      | 17 mars     | Fred Lorenzen       | Holman Moody                | Ford                | 334                 | 501 (806,281)       | 3 h 50 min 12 s     | 130,582             |            |
| 1964      | 5 avril     | Fred Lorenzen       | Holman Moody                | Ford                | 334                 | 501 (806,281)       | 3 h 46 min 05 s     | 134,137             |            |
| 1965      | 11 avril    | Marvin Panch        | Wood Brothers Racing        | Ford                | 334                 | 501 (806,281)       | 3 h 52 min 17 s     | 129,410             |            |
| 1966      | 27 mars     | Jim Hurtubise       | Norm Nelson                 | Plymouth            | 334                 | 501 (806,281)       | 3 h 49 min 02 s     | 131,247             |            |
| 1967      | 2 avril     | Cale Yarborough     | Wood Brothers Racing        | Ford                | 334                 | 501 (806,281)       | 3 h 49 min 03 s     | 131,238             |            |
| 1968      | 31 mars     | Cale Yarborough     | Wood Brothers Racing        | Mercury             | 334                 | 501 (806,281)       | 3 h 59 min 24 s     | 125,564             |            |
| 1969      | 30 mars     | Cale Yarborough     | Wood Brothers Racing        | Mercury             | 334                 | 501 (806,281)       | 3 h 46 min 10 s     | 132,191             |            |
| 1970      | 29 mars     | Bobby Allison       | Mario Rossi                 | Dodge               | 328                 | 499,216 (803,41)    | 3 h 34 min 38 s     | 139,554             |            |
| 1971      | 4 avril     | A. J. Foyt          | Wood Brothers Racing        | Mercury             | 328                 | 499,216 (803,41)    | 3 h 42 min 16 s     | 131,375             |            |
| 1972      | 26 mars     | Bobby Allison       | Richard Howard              | Chevrolet           | 328                 | 499,216 (803,41)    | 3 h 53 min 37 s     | 128,214             |            |
| 1973      | 1er avril   | David Pearson       | Wood Brothers Racing        | Mercury             | 328                 | 499,216 (803,41)    | 3 h 34 min 52 s     | 139,351             |            |
| 1974      | 24 mars     | Cale Yarborough     | Richard Howard              | Chevrolet           | 296                 | 450,512 (725,028)   | 3 h 01 min 26 s     | 136,910             | [ Note 2 ] |
| 1975      | 23 mars     | Richard Petty       | Petty Enterprises           | Dodge               | 328                 | 499,216 (803,41)    | 3 h 44 min 06 s     | 133,496             |            |
| 1976      | 21 mars     | David Pearson       | Wood Brothers Racing        | Mercury             | 328                 | 499,216 (803,41)    | 3 h 52 min 16 s     | 128,904             |            |
| 1977      | 20 mars     | Richard Petty       | Petty Enterprises           | Dodge               | 328                 | 499,216 (803,41)    | 3 h 27 min 51 s     | 144,093             |            |
| 1978      | 19 mars     | Bobby Allison       | Bud Moore Engineering       | Ford                | 328                 | 499,216 (803,41)    | 3 h 30 min 10 s     | 142,520             |            |
| 1979      | 18 mars     | Buddy Baker         | Ranier-Lundy                | Oldsmobile          | 328                 | 499,216 (803,41)    | 3 h 41 min 47 s     | 135,136             |            |
| 1980      | 16 mars     | Dale Earnhardt      | Rod Osterlund Racing        | Chevrolet           | 328                 | 499,216 (803,41)    | 3 h 42 min 32 s     | 134,808             |            |
| 1981      | 15 mars     | Cale Yarborough     | M.C. Anderson Racing        | Buick               | 328                 | 499,216 (803,41)    | 3 h 44 min 10 s     | 133,619             |            |
| 1982      | 21 mars     | Darrell Waltrip     | Junior Johnson & Associates | Buick               | 287                 | 436,82 (702,993)    | 3 h 29 min 58 s     | 124,824             | [ Note 1 ] |
| 1983      | 27 mars     | Cale Yarborough     | Ranier-Lundy                | Chevrolet           | 328                 | 499,216 (803,41)    | 4 h 01 min 27 s     | 124,055             |            |
| 1984      | 18 mars     | Benny Parsons       | Johnny Hayes                | Chevrolet           | 328                 | 499,216 (803,41)    | 3 h 26 min 39 s     | 144,945             |            |
| 1985      | 17 mars     | Bill Elliott        | Melling Racing              | Ford                | 328                 | 499,216 (803,41)    | 3 h 33 min 32 s     | 140,273             |            |
| 1986      | 16 mars     | Morgan Shepherd     | Race Hill Farm Team         | Buick               | 328                 | 499,216 (803,41)    | 3 h 46 min 41 s     | 132,126             |            |
| 1987      | 15 mars     | Ricky Rudd          | Bud Moore Engineering       | Ford                | 328                 | 499,216 (803,41)    | 3 h 44 min 02 s     | 133,689             |            |
| 1988      | 20 mars     | Dale Earnhardt      | Richard Childress Racing    | Chevrolet           | 328                 | 499,216 (803,41)    | 3 h 37 min 42 s     | 137,588             |            |
| 1989      | 19 mars     | Darrell Waltrip     | Hendrick Motorsports        | Chevrolet           | 328                 | 499,216 (803,41)    | 3 h 34 min 26 s     | 139,684             |            |
| 1990      | 18 mars     | Dale Earnhardt      | Richard Childress Racing    | Chevrolet           | 328                 | 499,216 (803,41)    | 3 h 10 min 58 s     | 156,849             |            |
| 1991      | 17/18 mars  | Ken Schrader        | Hendrick Motorsports        | Chevrolet           | 328                 | 499,216 (803,41)    | 3 h 33 min 14 s     | 140,470             | [ Note 3 ] |
| 1992      | 15 mars     | Bill Elliott        | Junior Johnson & Associates | Ford                | 328                 | 499,216 (803,41)    | 3 h 22 min 44 s     | 147,746             |            |
| 1993      | 20 mars     | Morgan Shepherd     | Wood Brothers Racing        | Ford                | 328                 | 499,216 (803,41)    | 3 h 17 min 26 s     | 150,442             | [ Note 4 ] |
| 1994      | 13 mars     | Ernie Irvan         | Robert Yates Racing         | Ford                | 328                 | 499,216 (803,41)    | 3 h 24 min 58 s     | 146,136             |            |
| 1995      | 12 mars     | Jeff Gordon         | Hendrick Motorsports        | Chevrolet           | 328                 | 499,216 (803,41)    | 3 h 19 min 32 s     | 150,115             |            |
| 1996      | 10 mars     | Dale Earnhardt      | Richard Childress Racing    | Chevrolet           | 328                 | 499,216 (803,41)    | 3 h 05 min 42 s     | 161,298             |            |
| 1997      | 9 mars      | Dale Jarrett        | Robert Yates Racing         | Ford                | 328                 | 499,216 (803,41)    | 3 h 45 min 40 s     | 132,731             |            |
| 1998      | 9 mars      | Bobby Labonte       | Joe Gibbs Racing            | Pontiac             | 325                 | 500,5 (805,476)     | 3 h 35 min 16 s     | 139,501             | [ Note 5 ] |
| 1999      | 14 mars     | Jeff Gordon         | Hendrick Motorsports        | Chevrolet           | 325                 | 500,5 (805,476)     | 3 h 29 min 35 s     | 143,284             |            |
| 2000      | 12 mars     | Dale Earnhardt      | Richard Childress Racing    | Chevrolet           | 325                 | 500,5 (805,476)     | 3 h 47 min 55 s     | 131,759             |            |
| 2001      | 8 septembre | Kevin Harvick       | Richard Childress Racing    | Chevrolet           | 325                 | 500,5 (805,476)     | 3 h 29 min 36 s     | 143,273             |            |
| 2002      | 10 mars     | Tony Stewart        | Joe Gibbs Racing            | Pontiac             | 325                 | 500,5 (805,476)     | 3 h 22 min 18 s     | 148,443             |            |
| 2003      | 9 mars      | Bobby Labonte       | Joe Gibbs Racing            | Chevrolet           | 325                 | 500,5 (805,476)     | 3 h 25 min 37 s     | 146,048             |            |
| 2004      | 14 mars     | Dale Earnhardt Jr.  | Dale Earnhardt, Inc.        | Chevrolet           | 325                 | 500,5 (805,476)     | 3 h 09 min 15 s     | 158,679             |            |
| 2005      | 20 mars     | Carl Edwards        | Roush Racing                | Ford                | 325                 | 500,5 (805,476)     | 3 h 29 min 18 s     | 143,478             |            |
| 2006      | 20 mars     | Kasey Kahne         | Evernham Motorsports        | Dodge               | 325                 | 500,5 (805,476)     | 3 h 28 min 24 s     | 144,098             | [ Note 1 ] |
| 2007      | 18 mars     | Jimmie Johnson      | Hendrick Motorsports        | Chevrolet           | 325                 | 500,5 (805,476)     | 3 h 16 min 23 s     | 152,915             |            |
| 2008      | 9 mars      | Kyle Busch          | Joe Gibbs Racing            | Toyota              | 325                 | 500,5 (805,476)     | 3 h 33 min 01 s     | 140,975             |            |
| 2009      | 8 mars      | Kyle Busch          | Team Penske                 | Dodge               | 330                 | 508,2 (817,868)     | 3 h 59 min 01 s     | 127,573             | [ Note 6 ] |
| 2010      | 7 mars      | Kurt Busch          | Team Penske                 | Dodge               | 341                 | 525,14 (845,13)     | 3 h 59 min 59 s     | 131,294             | [ Note 6 ] |
| 2011-2020 | 2011-2020   | Course non disputée | Course non disputée         | Course non disputée | Course non disputée | Course non disputée | Course non disputée | Course non disputée |            |
| 2021      | 11 juillet  | Kurt Busch          | Chip Ganassi Racing         | Chevrolet           | 260                 | 400,0 (643,738)     | 2 h 50 min 08 s     | 141,207             |            |
| 2022      | 10 juillet  | Chase Elliott       | Hendrick Motorsports        | Chevrolet           | 260                 | 400,0 (643,738)     | 3 h 22 min 18 s     | 118,754             |            |
| 2023      | 9 juillet   | William Byron       | Hendrick Motorsports        | Chevrolet           | 185                 | 284,9 (458,5)       | 2 h 24 min 17 s     | 118,475             | [ Note 1 ] |
| 2024      | 8 septembre | Joey Logano         | Team Penske                 | Ford                | 266*                | 4096,4 (655,383)    | 3 h 06 min 11 s     | 134,450             | [ Note 6 ] |

Notes :
1. 1 2 3 4  Course écourtée en raison de la pluie.
2. ↑  Course écourtée en raison du premier choc pétrolier.
3. ↑  Course commencée le samedi mais finie le dimanche en raison de la pluie
4. ↑  Course reportée d'une semaine en raison du blizzard
5. ↑  Course reportée du samedi au dimanche en raison de la pluie
6. 1 2 3  Course prolongée en raison d'une arrivée Green-white-checker.

### Pilotes multiples vainqueurs
| Nb. | Pilotes              | Année                              |
| --- | -------------------- | ---------------------------------- |
| 6   | Cale Yarborough      | 1967, 1968, 1969, 1974, 1981, 1983 |
| 5   | Dale Earnhardt       | 1980, 1988, 1990, 1996, 2000       |
| 3   | Fred Lorenzen        | 1962, 1963, 1964                   |
| 3   | Bobby Allison        | 1970, 1972, 1978                   |
| 3   | Kurt Busch           | 2009, 2010, 2021                   |
| 2   | David Pearson        | 1973, 1976                         |
| 2   | Richard Petty        | 1975, 1977                         |
| 2   | Darrell Waltrip      | 1982, 1989                         |
| 2   | Bill Elliott         | 1985, 1992                         |
| 2   | Morgan Shepherd (en) | 1986, 1993                         |
| 2   | Jeff Gordon          | 1995, 1999                         |
| 2   | Bobby Labonte        | 1998, 2003                         |

## Statistiques par écuries
| Nb. | Écuries                     | Année                                          |
| --- | --------------------------- | ---------------------------------------------- |
| 8   | Wood Brothers Racing        | 1965, 1967, 1968, 1969, 1971, 1973, 1976, 1993 |
| 7   | Hendrick Motorsports        | 1989, 1991, 1995, 1999, 2007, 2022, 2023       |
| 5   | Richard Childress Racing    | 1988, 1990, 1996, 2000                         |
| 4   | Joe Gibbs Racing            | 1998, 2002, 2003, 2008                         |
| 3   | Holman-Moody (en)           | 1962, 1963, 1964                               |
| 3   | Team Penske                 | 2009, 2010, 2024                               |
| 2   | Junior Johnson & Associates | 1982, 1992                                     |
| 2   | Bud Moore Engineering       | 1978, 1987                                     |
| 2   | Petty Enterprises           | 1975, 1977                                     |
| 2   | Ranier-Lundy (en)           | 1979, 1983                                     |
| 2   | Richard Howard              | 1972, 1974                                     |
| 2   | Robert Yates Racing         | 1994, 1997                                     |
| 2   | Cotton Owens (en)           | 1960                                           |
| 2   | Roy Burdick                 | 1961                                           |
| 2   | Roush Racing                | 2005                                           |
| 2   | Norm Nelson (en)            | 1966                                           |
| 2   | Mario Rossi                 | 1970                                           |
| 2   | Rod Osterlund Racing (en)   | 1980                                           |
| 2   | M.C. Anderson Racing        | 1981                                           |
| 2   | Johnny Hayes                | 1984                                           |
| 2   | Melling Racing              | 1985                                           |
| 2   | Race Hill Farm Team (en)    | 1986                                           |
| 2   | Dale Earnhardt, Inc.        | 2004                                           |
| 2   | Evernham Motorsports        | 2006                                           |

## Statistiques par manufacturiers
| Nb. | Écuries    | Manufacturier |
| --- | ---------- | --- |
| 20  | Chevrolet  | 1972, 1974, 1980, 1983, 1984, 1988, 1989, 1990, 1991, 1995, 1996, 1999, 2000, 2001, 2003, 2004, 2007, 2021, 2022, 2023 |
| 14  | Ford       | 1962, 1963, 1964, 1965, 1967, 1978, 1985, 1987, 1992, 1993, 1994, 1997, 2005, 2024                                     |
| 6   | Dodge      | 1970, 1975, 1977, 2006, 2009, 2010                                                                                     |
| 5   | Mercury    | 1968, 1969, 1971, 1973, 1976                                                                                           |
| 4   | Pontiac    | 1960, 1961, 1998, 2002                                                                                                 |
| 3   | Buick      | 1981, 1982, 1986 |
| 1   | Plymouth   | 1966 |
| 1   | Oldsmobile | 1979 |
| 1   | Toyota     | 2008 |

## Anecdote
- L'édition 1982 apparaît à la fin du film Six Pack, avec le chanteur country Kenny Rogers qui interprète ici un pilote de Nascar[4].